# 2016年乌兹别克斯坦总统选举
2016年乌兹别克斯坦总统选举于2016年12月4日举行。之前，伊斯兰·卡里莫夫在2015年3月29日举行的总统大选中连任，任期本应至2020年。但是，卡里莫夫因病于2016年9月2日逝世，乌兹别克斯坦中央选举委员会决定在2016年12月4日举行总统选举。这次选举共有四位候选人，包括乌兹别克斯坦总理、代理总统、乌兹别克斯坦自由民主党候选人肖開提·米爾則亞耶夫，乌兹别克斯坦民族复兴民主党候选人萨尔瓦尔·阿达穆拉多夫，公正社会民主党主席奈利曼·乌玛洛夫和乌兹别克斯坦人民民主党主席哈塔姆江·克塔曼诺夫。肖開提·米爾則亞耶夫获得88.61%的选票，成功当选总统。这次选举的投票率为87.73%。

## 背景
2015年3月29日，伊斯兰·卡里莫夫在乌兹别克斯坦总统选举中以超过90％的得票率取得连任。依照乌兹别克斯坦宪法，乌兹别克斯坦总统任期为5年，下一次总统选举应在2020年举行。伊斯兰·卡里莫夫在乌兹别克斯坦独立之前就已官居乌兹别克共产党中央第一书记，乌兹别克斯坦独立后经1991年大选成为总统，并在2000年、2007年、2015年三次总统大选中赢得连任。
然而，2016年9月2日伊斯兰·卡里莫夫因病逝世，乌兹别克斯坦不得不提前举行总统选举。2016年8月28日，乌兹别克斯坦政府公告称总统伊斯兰·卡里莫夫已经因病入院，根据专家建议随后将接受全面的体检，需要一些时间完成后续治疗。公告中，政府并未透露病情细节。29日，卡里莫夫的女儿在社交媒体上发文，称其父亲在周六（8月27日）上午突发脑出血入院抢救，目前情况稳定，但暂时不能预测之后的病情。此后数日，乌兹别克斯坦政府对总统的病情透露不多，媒体却不时传闻卡里莫夫已经逝世。乌兹别克斯坦的独立日是8月31日，按惯例9月1日会举行庆典活动，但2016年的活动临时通知取消。乌兹别克斯坦费尔干纳通讯社、路透社等媒体先后发出卡里莫夫逝世的新闻，都被乌兹别克斯坦政府否认。据报道，9月2日早些时候，乌兹别克斯坦政府否认总统死讯之前约两个小时，土耳其总理在公开直播的会议上声称卡里莫夫已逝世，并表示了哀悼。9月2日，乌兹别克斯坦政府表示卡里莫夫的病情在1日晚间急剧恶化，他已经病危。9月2日当地时间21时45分，乌兹别克斯坦政府宣布卡里莫夫不治身亡。9月3日，乌兹别克斯坦在卡里莫夫的故乡撒马尔罕为其举行国葬，此后3天被定为哀悼期。
按照乌兹别克斯坦宪法，总统不能视事时，应由上议院议长代行总统职责。但是，上议院议长尼格马季拉·尤尔达舍夫认为自己资历不足，拒绝出任代理总统，建议议会任命总理为代总统。2016年9月8日，乌兹别克斯坦上下两院联席会议决定任命总理肖開提·米爾則亞耶夫为代理总统。流亡土耳其的乌兹别克斯坦反对派领导人穆罕默德·萨利赫面对一家俄罗斯电视台时谴责议会违宪，认为这是一场政变。
9月8日上下两院联席会议建议乌兹别克斯坦中央选举委员会依法筹备总统选举。9日，中央选举委员会宣布总统选举将在12月4日举行。

## 候选人
2016年9月9日，乌兹别克斯坦中央选举委员会主席宣布，总统选举提名期为9月30日至10月20日。根据选举法，候选人需要得到1％选民的联署（即214,350份），联署需至少覆盖乌兹别克斯坦14个行政区中的8个行政区，同一行政区中获得的选民签名不得超过签名总数的8％。10月19日，乌兹别克斯坦四个政党均推出了候选人：
- 肖開提·米爾則亞耶夫（Shavkat Miromonovich Mirziyoyev），乌兹别克斯坦自由民主党候选人，乌兹别克斯坦代理总统，2003年起担任乌兹别克斯坦总理。
- 萨尔瓦尔·阿达穆拉多夫，乌兹别克斯坦民族复兴民主党候选人。
- 哈塔姆江·克塔曼诺夫（俄语：Кетмонов, Хотамжон Абдурахмонович），乌兹别克斯坦人民民主党候选人，2013年起担任党主席，曾任安集延州副州长。
- 奈利曼·乌玛洛夫，公正社会民主党候选人，2013年起任党主席，曾任乌兹别克斯坦国家自然保护委员会主席。[11]

## 投票
这次选举的登记选民总数为2,143.5万人。根据乌兹别克斯坦宪法，选民可在大选前十日提前投票。提前投票的时间为11月24日至12月2日。

## 结果
| 候选人                | 政党                       | 得票       | %     |
| --------------------- | -------------------------- | ---------- | ----- |
| 肖開提·米爾則亞耶夫   | 乌兹别克斯坦自由民主党     | 15,906,724 | 88.61 |
| 哈塔姆江·克塔曼诺夫   | 乌兹别克斯坦人民民主党     | 669,187    | 3.73  |
| 奈利曼·乌玛洛夫       | 公正社会民主党             | 619,972    | 3.46  |
| 萨尔瓦尔·阿达穆拉多夫 | 乌兹别克斯坦民族复兴民主党 | 421,055    | 2.35  |
| 无效票/空白票         | 无效票/空白票              | 334,729    | –     |
| 总计                  | 总计                       | 17,951,667 | 100   |
| 登记选民/投票率       | 登记选民/投票率            | 20,461,805 | 87.73 |
| 数据来源: CEC         |                            |            |       |